# Оватоскутум
Оватоскутум (лат. Ovatoscutum від лат. scutum ovatum «яйцеподібний щит») — рід тварин едіакарской біоти. За формою нагадують округлий щит з концентричними борознами, що сходяться до трикутної задньої лінії тіла. Борозни стають ширшими біля країв.
Найчисленніші скам'янілості виявлені в районі хребта Фліндерс (Австралія) і на узбережжі Білого моря (Росія, Архангельська область). Всі знахідки належать до одного виду Ovatoscutum concentricum.
Перші знахідки оватоскутума зроблені в 1966 році Мартіном Глесснером (Martin Glaessner) і Мері Уейд і з деякою невизначеністю інтерпретовані як наповнені повітрям вільноплаваючі хондрофори (гідроїдні з родини Porpitidae). Аргументом на користь цієї інтерпретації була подібність відбитків оватоскутума до девонського плектодиска (лат. Plectodiscus) і до сучасних плаваючих хондрофорів Velella. Глесснер і Уейд зазначили, однак, що в оватоскутума не спостерігається ніяких ознак «вітрила», характерного для цих організмів. Потім з'явилося припущення, що оватоскутум був пелагіальним хондрофором, хоча ніяких істотних підтверджень цієї інтерпретації не було знайдено.

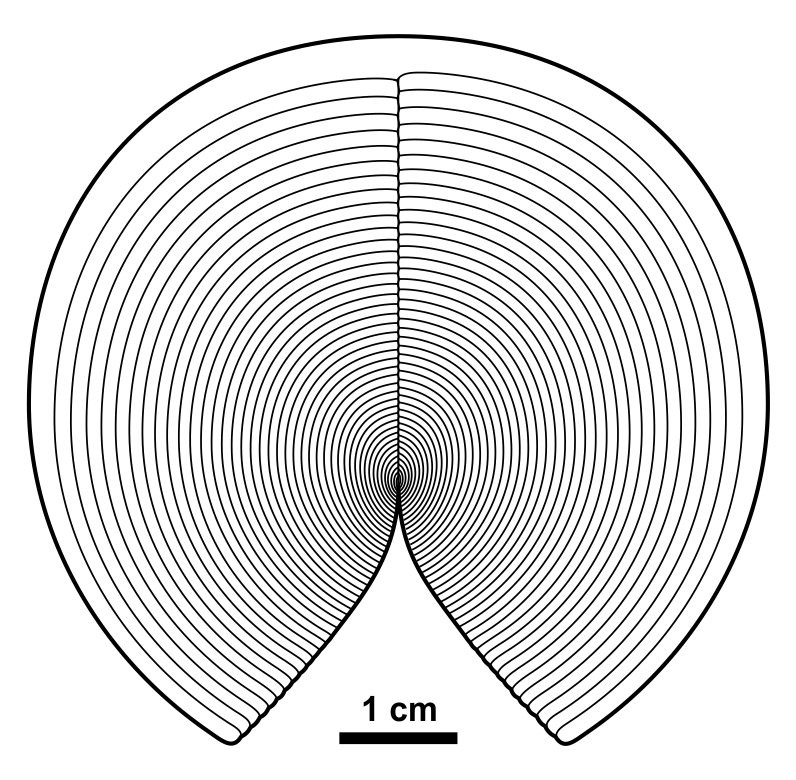
Схематична реконструкція Ovatoscutum concentricum

Скам'янілості оватоскутума являють собою негативні відбитки на підошві з пісковику і супроводжуються текстурами типу «слонова шкіра» і бульбочковими структурами, характерними для ціанобактеріальних матів. В аналогічному оточенні виявляються скам'янілості інших бентосних едіакарських копалин: йоргії, андіви, дикінсонії, трибрахідія, кімберелли, парванкорини та інших. Як і в інших бентосних тварин, скам'янілості оватоскутума часто несуть сліди поховання in situ. Це суперечить інтерпретації оватоскутума як пелагіального або плаваючого на поверхні організму. М. Федонкін відніс оватоскутума до вимерлого білатерального типу Proarticulata.